# Portada/article gener 16

## Decrets de Nova Planta
Els Decrets de Nova Planta són el conjunt de lleis sancionades i promulgades per Felip V a l'inici del seu regnat que implantaren l'absolutisme a la Monarquia d'Espanya. Amb aquestes lleis el monarca borbònic s'arrogà la sobirania dels regnes invocant un dret diví. El sistema de govern de la monarquia espanyola, basat en consells deliberatius i col·legiats –règim polisinodial–, quedà extingit i s'imposà un règim de secretaries d'Estat executiu i jeràrquic que es fonamentava en darrer terme en la «reial voluntat» del monarca com a font de tota sobirania. Així mateix, invocant al «dret de conquesta», acusant-los de «rebel·lió», i manifestant la voluntat de reduir tots els seus estats a les lleis de Castella, foren abolits els Furs i les Constitucions dels estats de la Corona d'Aragó.